# Vix (servicio de streaming)
Vix —estilizado como ViX— es un servicio de streaming hispano propiedad de TelevisaUnivision, que fue relanzado el 31 de marzo de 2022 en México y en Estados Unidos, como parte de la fusión de Blim TV, Univision Now y su plataforma hermana Prende TV.
La plataforma, además de contenido original, tiene actualmente dentro de su catálogo, telenovelas, series de televisión, películas, eventos especiales, noticieros y deportes de la propiedad de la misma TelevisaUnivision, así como de otras empresas productoras de entretenimiento, por medio de licencias.
Se divide en dos niveles: ViX, un servicio gratuito con anuncios, y ViX Premium, un servicio de suscripción sin anuncios que ofrece más contenido y funciones. 

## Historia

### Origen (1999–2015)
El origen de Vix data desde 1999 en Miami, Florida, bajo el nombre de Planeta Networks —fundado por Troy McConnell, Luis Brandwayn y Jochen Fischer—, el cual ofrecían contenidos y servicios como noticias, música y radio por internet orientado para el público hispano que reside en los Estados Unidos. Para 2005, ahora llamado como Batanga Media, su contenido adaptó un enfoque bilingüe dirigido a la audiencia hispana en Estados Unidos. Para 2007, Rafael Urbina lidera la compañía. A partir de 2009, Batanga amplía su cobertura para toda América Latina —incluyendo Brasil—, a través de la adquisición de sitios de vida y estilo como Bolsa de Mulher y Crovat.

### Nacimiento de Vix, compra de Pongalo y adquisición por parte de Univision (2015–2021)

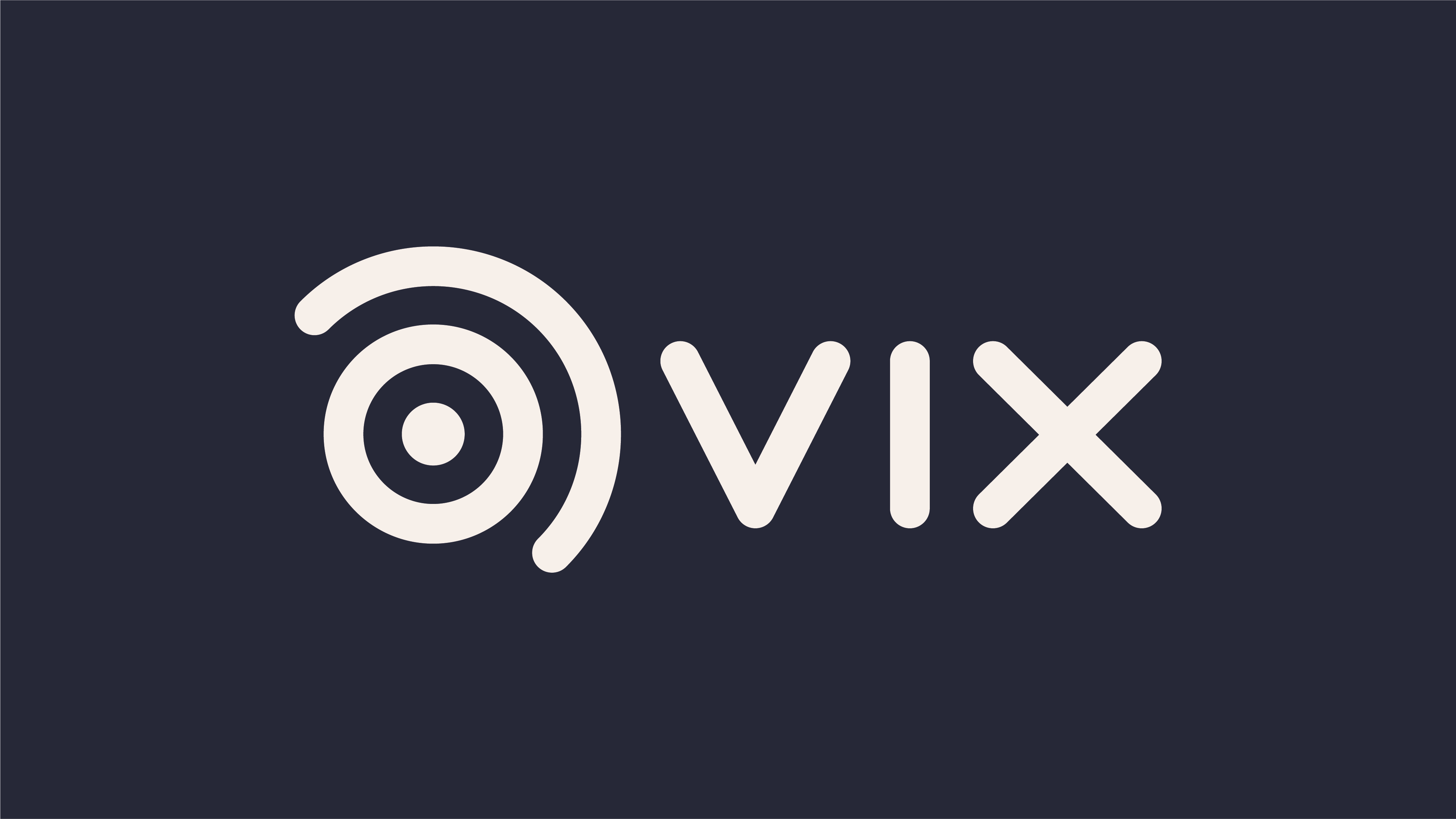
Logo anterior de Vix usado hasta marzo de 2022.

A inicios de 2015, Batanga Media lanza Vix, además de su enfoque de negocio en la creación y distribución de contenido social a gran escala y en tres idiomas. En 2017 Batanga Media, así como las propiedades iMujer y Bolsa de Mulher, unifican su identidad en Vix con el lema «positivamente curioso». En esa época, Vix dirigió a una comunidad de 88 millones en Facebook, Instagram, Youtube y Twitter, siendo en ese tiempo una de las plataformas de mayor consumo de video en español y portugués en el mundo. Sus principales canales se destinan a temas de mujer, salud, cultura pop, geeks, así como franquicias centradas en formatos de contenido en video o serie. Algunas de las cápsulas de contenido que Vix operaba dentro de las redes sociales son:
- Vix Hacks ó Vix DIY fue una marca de Vix centrada en trucos lifehacks de cocina, salud, hogar y viajes. Las cápsulas fueron presentados por Fernanda Mayer.
- Vix Yum fue una marca de Vix centrada en recetas, cocina y salud. En Brasil, fue anteriormente conocida como Vix Hum y Vix Hummm....
- Vix Glam fue una marca de Vix centrada en peinados, ropa y maquillaje. Las cápsulas fueron presentados por Bia Falcão.
- Vix Mujer (conocida en Brasil como Vix Mulher) fue una marca de Vix especializada en la mujer.
- Vix Explora (en inglés, Vix Explore) fue una marca de Vix inspirada en curiosidades de la ciencia, los lugares e historias ficticias y reales.
- VIX Icons fue una marca de Vix especializada en estrellas de cine y TV, cantantes y personas famosas. Entre 2019 y 2020 lanza Vix Icons Royals, dirigida a la realeza.

En agosto de 2019, Vix anunció la adquisición de Pongalo, servicio de video bajo demanda gratuito que distribuye un catálogo de series, programas y películas a través de más de 30 plataformas en toda Latinoamérica, con lo cual amplía su oferta al streaming con más de 20,000 horas en contenido original y bajo licencia, estuvo disponible en plataformas como Roku, Chromecast, Apple TV, así como aplicaciones para iOS y Android. Además de ser precursora en ofrecer contenido gratuito totalmente en español y enfocado al mercado hispano, la plataforma ha incursionado en el top 5 de apps más descargadas en el dispositivo Roku en los Estados Unidos y entre las más populares en varios países de Latinoamérica. El 23 de abril de 2020 estrenó de forma exclusiva la película Windows on the World, de Edward James Olmos, drama sobre la inmigración en los Estados Unidos.
El 1 de febrero de 2021, la empresa Univision Communications anunció la adquisición del servicio para impulsar su propia plataforma en los Estados Unidos, orientado al público hispanoparlante. El 30 de marzo de 2021, Vix en los Estados Unidos fue relanzado como PrendeTV, el servicio AVOD de Univision para el mercado estadounidense, mientras que en el resto del mundo continuó llamándose Vix. PrendeTV ofrecía más de 45 canales y 10 mil horas de contenido bajo demanda, además de ofrecer contenido de las videotecas de Televisa, Univision, y de otras socias productoras de contenido de Latinoamérica.

### Relanzamiento como ViX
El 13 de abril de 2021, Grupo Televisa anunció un acuerdo con Univision Communications, de la cual, los activos de producción de contenidos de entretenimiento de Televisa se fusionaría con las marcas de Univision Communications en general, con el fin de crear la que sería la mayor empresa conglomerada de medios y entretenimiento, además, de introducir una nueva plataforma de streaming que compita en el mercado con los existentes Netflix, Amazon Prime Video, Disney+, HBO Max, entre otros.
El 16 de febrero de 2022 se presenta el relanzamiento de la plataforma como ViX como la nueva plataforma de streaming de TelevisaUnivision tras su fusión, el cual, sustituye y fusiona a Blim TV y la antigua Vix en Latinoamérica, UnivisionNow y PrendeTV en los Estados Unidos. La plataforma consiste en dos planes, el primero es el servicio bajo demanda gratuito con publicidad que alberga 40 mil horas en catálogo, con más de 100 canales líneales temáticos, a este plan se le conoce simplemente como ViX. El segundo plan es un servicio bajo demanda por suscripción pagada sin publicidad, el cual se le añade otras 10 mil horas de contenido prémium y exclusivo, además de contenido original, dicho plan se le conoce como ViX+. La fase beta estuvo disponible entre el 17 de febrero al 30 de marzo de 2022 para dispositivos Android, iOS y Roku.
El 31 de marzo de 2022, ViX fue lanzado primero con el plan gratuito. Este plan integró 106 líneales en vivo temáticos, así como secciones bajo demanda de telenovelas, series de televisión, películas, noticieros y deportes, en esta última categoría además incluye transmisiones en directo de partidos de la Liga MX, así como la Liga MX Femenil y la versión de Ascenso.
A finales de junio de 2022, se anunció el lanzamiento de ViX+, como el plan prémium de pago del servicio, siendo lanzado el 21 de julio de 2022 en los Estados Unidos, México y Latinoamérica. Dicho plan, incluye programas, series y películas exclusivas y originales, junto con eventos deportivos en vivo, como la Copa Mundial de Fútbol de 2022 —con derechos de transmisión exclusivos para México— y algunos canales de televisión lineal distribuidos por Televisa Internacional —únicamente en México y Latinoamérica—. Los primeros títulos originales —bajo la marca insignia «ViX+ Original»— en el momento de lanzamiento del plan prémium fueron las series La mujer del diablo y María Félix: La Doña, el documental Mi vecino, el cartel —producida por Selena Gomez— y las películas Mirreyes contra Godínez 2: El retiro y Enfermo amor.
El 8 de septiembre de 2022 se anunció que el plan Vix+ empezaría a estar disponible a través del operador telefónico Tigo para todo Centroamérica, incluyendo el contenido original disponible en Estados Unidos y México además de todos los partidos de LaLiga.
A partir de la mitad de marzo de 2023, el plan prémium de pago ViX+ se empieza a comercializar bajo el nombre de «ViX Premium», con el fin de comercializar la plataforma bajo un solo nombre, además de que los contenidos dirigidos exclusivamente para dicho plan de pago bajo la insignia «ViX+ Original», pasan a comercializarse simplemente como  «ViX Original», unificándose junto con los contenidos propios para el plan de pago gratuito.
En julio de 2023, ViX firmó un acuerdo con la empresa de lucha libre estadounidense All Elite Wrestling para llevar las transmisiones de su programa para ser transmitidos en vivo mediante la plataforma "Zona TUDN", acuerdo que finalizó en marzo de 2024. También en julio de 2023, ViX firmó un acuerdo con el canal de televisión abierta colombiano, RCN para llevar su catálogo de contenido a la plataforma, además de contenido exclusivo, producción original local, y contenidos en ViX antes que en RCN.
El 19 de diciembre de 2024, Vix expande su presencia a España, gracias a un acuerdo con Atresplayerque se hace realidad el 27 de enero de 2025 para sustituir al canal Novelas Nova, en su plataforma. 
En mayo de 2025, se anunció que TelevisaUnivision tendría una alianza con la división de TWDC, Disney Entertainment, en la que en EE. UU. los canales de televisión de Univision y algunos mexicanos estarían disponibles en Hulu+ Live TV a partir del 3 de junio, mientras que en México los usuarios obtendrian acceso a un nuevo plan de ViX que incluiría Disney+ Estándar con anuncios desde el 9 de junio. 

## Soporte de dispositivos
La aplicación está disponible para sistemas operativos como iOS, iPad OS y Android y los dispositivos asociados como teléfono inteligente y los llamados televisores inteligentes, así como otros dispositivos y sistemas operativos de sobremesa (Windows, MacOS, Linux).

## Programación
El catálogo de contenido de ViX incluye clásicos de televisión, documentales, series de televisión, películas, programación deportiva y telenovelas de la videoteca de TelevisaUnivision.

### Programación original

#### Ficción
| Título                              | Género                         | Lanzamiento original                         | Temporadas                 | Estado     |
| ----------------------------------- | ------------------------------ | -------------------------------------------- | -------------------------- | ---------- |
| La mujer del diablo                 | Drama criminal                 | 21 de julio de 2022 - 6 de enero de 2023     | 3 temporadas, 26 episodios | Finalizado |
| María Félix: La Doña                | Biografía                      | 21 de julio - 1 de septiembre de 2022        | 1 temporada, 8 episodios   | Finalizado |
| Sobreviviendo a los 30s             | Comedia dramática              | 12 de agosto de 2022                         | 1 temporada, 10 episodios  | Finalizado |
| Turbia                              | Drama                          | 25 de agosto de 2022                         | 1 temporada, 6 episodios   | Finalizado |
| Marea alta                          | Suspenso dramático             | 9 de septiembre - 11 de noviembre de 2022    | 1 temporada, 10 episodios  | Pendiente  |
| Mujeres asesinas                    | Antología Suspenso dramático   | 4 de noviembre de 2022 - presente            | 3 temporadas, 24 episodios | Pendiente  |
| La rebelión                         | Suspenso dramático             | 17 de noviembre - 15 de diciembre de 2022    | 1 temporada, 6 episodios   | Finalizado |
| Travesuras de la niña mala          | Drama                          | 8 de diciembre de 2022 - presente            | 1 temporada, 10 episodios  | Renovada   |
| Volver a caer                       | Drama                          | 20 de enero - 24 de febrero de 2023          | 1 temporada, 6 episodios   | Finalizado |
| El colapso                          | Drama distópica                | 10 de febrero de 2023                        | 1 temporada, 8 episodios   | Finalizado |
| Noche de chicas                     | Suspenso                       | 24 de febrero de 2023                        | 1 temporada, 6 episodios   | Finalizado |
| Las pelotaris 1926                  | Drama                          | 10 de marzo de 2023 - presente               | 1 temporada, 8 episodios   | Pendiente  |
| Montecristo                         | Drama                          | 14 de abril de 2023                          | 1 temporada, 6 episodios   | Finalizado |
| Isla brava                          | Suspenso                       | 18 de mayo de 2023 - presente                | 1 temporada, 8 episodios   | Renovada   |
| Más allá de ti                      | Suspenso criminal sobrenatural | 26 de mayo de 2023                           | 1 temporada, 8 episodios   | Finalizada |
| Senda prohibida                     | Drama                          | 23 de junio - 15 de septiembre de 2023       | 3 temporada, 21 episodios  | Finalizada |
| Los artistas: primeros trazos       | Comedia dramática              | 7 de julio de 2023                           | 1 temporada, 10 episodios  | Pendiente  |
| Paraíso blanco                      | Drama criminal                 | 20 de julio de 2023                          | 2 temporadas, 30 episodios | Finalizada |
| Gloria Trevi: ellas soy yo          | Biografía                      | 11 de agosto de 2023 - 13 de octubre de 2023 | 1 temporada, 50 episodios  | En curso   |
| Cualquier parecido                  | Comedia dramática              | 25 de agosto de 2023                         | 1 temporada, 7 episodios   | Pendiente  |
| Pinches momias                      | Comedia de terror              | 1 de septiembre de 2023                      | 1 temporada, 8 episodios   | Pendiente  |
| Ella camina sola                    | Suspenso dramático             | 29 de septiembre de 2023                     | 1 temporada, 10 episodios  | Pendiente  |
| El gallo de oro                     | Drama de época                 | 20 de octubre de 2023                        | 2 temporadas, 20 episodios | Pendiente  |
| La hora marcada                     | Antología Terror               | 27 de octubre de 2023                        | 1 temporada, 9 episodios   | Pendiente  |
| Pacto de sangre                     | Drama criminal                 | 10 de noviembre de 2023                      | 1 temporada, 10 episodios  | Pendiente  |
| Se llamaba Pedro Infante            | Biografía                      | 1 de diciembre de 2023                       | 1 temporada, 10 episodios  | Finalizada |
| Lalola                              | Comedia dramática              | 2 de febrero de 2024                         | 1 temporada, 9 episodios   | Pendiente  |
| Un buen divorcio                    | Comedia romántica              | 1 de marzo de 2024                           | 1 temporada, 10 episodios  | Pendiente  |
| Consuelo                            | Comedia dramática              | 19 de abril de 2024                          | 1 temporada, 10 episodios  | Pendiente  |
| El extraño retorno de Diana Salazar | Misterio Suspenso dramático    | 17 de mayo de 2024                           | 1 temporada, 10 episodios  | Pendiente  |
| Profe infiltrado                    | Comedia de situación           | 7 de junio de 2024                           | 1 temporada, 8 episodios   | Pendiente  |
| La sustituta                        | Suspenso dramático             | 28 de junio de 2024                          | 1 temporada, 51 episodios  | Pendiente  |

#### No guionizados
| Título                           | Género    | Lanzamiento original                | Temporadas                | Estado     |
| -------------------------------- | --------- | ----------------------------------- | ------------------------- | ---------- |
| Mi vecino, el cartel             | Docuserie | 21 de julio de 2022                 | 1 temporada, 3 episodios  | Finalizado |
| Cenizas de la gloria             | Deportes  | 22 de septiembre de 2022 - presente | —                         | En curso   |
| La noche del diablito            | Reality   | 13 de octubre de 2022 - presente    | 2 temporada, 16 episodios | Pendiente  |
| Los exorcistas                   | Docuserie | 20 de octubre de 2022 - presente    | 1 temporada, 6 episodios  | Pendiente  |
| Al grito de guerra               | Deportes  | 27 de octubre de 2022               | 1 temporada, 6 episodios  | Finalizado |
| Informe Qatar                    | Deportes  | 3 de noviembre de 2022              | 1 temporada, 6 episodios  | Finalizado |
| Promesas y milagros              | Religioso | 12 de diciembre de 2022             | 1 temporada, 6 episodios  | Finalizado |
| La loca de los perros            | Reality   | 12 de enero de 2023                 | 1 temporada, 8 episodios  | Pendiente  |
| Viva la Comedy                   | Stand-Up  | 16 de marzo de 2023 - presente      | 1 temporada, 6 episodios  | Pendiente  |
| Enamorándonos: La isla           | Reality   | 20 de abril de 2023 - presente      | 1 temporada               | En curso   |
| El show, crónica de un asesinato | Docuserie | 7 de junio de 2023                  | 1 temporada, 5 episodios  | Finalizado |
| In-maduros                       | Stand-Up  | 16 de junio de 2023                 | 1 episodio                | Especial   |
| Nunca tuvo miedo                 | Docuserie | 30 de junio de 2023                 | 1 temporada, 5 episodios  | Finalizado |
| Wendy: Perdida pero famosa       | Reality   | 5 de octubre de 2023                | 1 temporada, 13 episodios | Renovada   |

#### Continuaciones
Estos programas han sido recogidos por Vix para su continuidad con temporadas adicionales, después de haber sido trasmitidas temporadas anteriores en otro canal de televisión o plataforma de streaming.
| Título                            | Género            | Emisora anterior | Regiones exclusivas de Vix | Lanzamiento         | Temporadas                 | Estado     |
| --------------------------------- | ----------------- | ---------------- | -------------------------- | ------------------- | -------------------------- | ---------- |
| De viaje con los Derbez (temp. 3) | Docu-reality      | Pantaya          | Estados Unidos             | 7 de abril de 2023  | 3 temporadas, 23 episodios | Pendiente  |
| Ana (temp. 3)                     | Comedia dramática | Pantaya          | Estados Unidos             | 12 de julio de 2023 | 3 temporadas, 22 episodios | Finalizado |

#### Distribución internacional exclusiva
Estos programas, aunque Vix los ha anunciado como parte de su marca insignia «Vix Original», son programas que se han emitido en diferentes países y Vix ha adquirido los derechos de distribución exclusivos para transmitirlos en otros países. Es posible que estén disponibles en Vix en su territorio de origen y en otros mercados donde Vix no tiene la licencia de primera emisión, sin la etiqueta «Vix Original», algún tiempo después de su primera emisión en su emisora original.
| Título            | Género                    | Emisora original      | Región original | Regiones exclusivas de Vix                    | Temporadas                 | Periodo original |
| ----------------- | ------------------------- | --------------------- | --------------- | --------------------------------------------- | -------------------------- | ---------------- |
| Antidisturbios    | Suspenso Drama policial   | Movistar+             | España          | Estados Unidos                                | 1 temporada, 6 episodios   | 2020             |
| Hierro            | Suspenso                  | Movistar+ Arte        | España Francia  | Estados Unidos                                | 2 temporadas, 14 episodios | 2019–21          |
| Los prisioneros   | Biografía                 | Movistar TV App       | Chile           | Todos los territorios                         | 1 temporada, 8 episodios   | 2022             |
| Pena ajena        | Comedia                   | Pantaya               | Estados Unidos  | Todos los territorios, excepto Estados Unidos | 1 temporada, 10 episodios  | 2022             |
| Rapa              | Drama criminal            | Movistar+             | España          | Todos los territorios                         | 1 temporada, 6 episodios   | 2022             |
| Skam España       | Drama juvenil             | Movistar+             | España          | Todos los territorios                         | 4 temporadas, 39 episodios | 2018–20          |
| Cardo             | Drama                     | Atresplayer Premium   | España          | Todos los territorios                         | 2 temporada, 12 episodios  | 2021             |
| La nieta elegida  | Telenovela Suspenso       | Canal RCN             | Colombia        | Todos los territorios, excepto Colombia       | 1 temporada, 81 episodios  | 2021–22          |
| La edad de la ira | Drama juvenil             | Atresplayer Premium   | España          | Todos los territorios                         | 1 temporada, 4 episodios   | 2022             |
| Entre sombras     | Telenovela Drama policial | Caracol Televisión    | Colombia        | Todos los territorios, excepto Colombia       | 1 temporada, 60 episodios  | 2022             |
| Raphaelismo       | Documental                | Movistar+             | España          | Todos los territorios                         | 1 temporada, 4 episodios   | 2022             |
| Apagón            | Antología Ciencia ficción | Movistar+             | España          | Todos los territorios[cita requerida]         | 1 temporada, 5 episodios   | 2022             |
| Campamento Newton | Aventuras                 | Disney Channel España | España          | Todos los terrirtorios[cita requerida]        | 1 temporada, 13 episodios  | 2022             |
| Ana de nadie      | Telenovela                | Canal RCN             | Colombia        | Todos los territorios, excepto Colombia       | 1 temporada, 91 episodios  | 2023             |
| Tía Alison        | Telenovela                | Canal RCN             | Colombia        | Todos los territorios, excepto Colombia       | —                          | 2023             |
| Todas las flores  | Telenovela                | Globoplay             | Brasil          | Todos los territorios                         | 1 temporada, 85 episodios  | 2022–23          |

### Películas originales
| Título                               | Género                 | Lanzamiento original     |
| ------------------------------------ | ---------------------- | ------------------------ |
| Cocino cuando te extraño             | Documental             | 21 de julio de 2022      |
| Mirreyes contra Godínez 2: El retiro | Comedia                | 21 de julio de 2022      |
| Enfermo amor                         | Comedia romántica      | 27 de julio de 2022      |
| 30 días para ganar                   | Documental             | 28 de julio de 2022      |
| Las leyendas: el origen              | Familiar               | 10 de agosto de 2022     |
| Me casé con un idiota                | Comedia                | 24 de agosto de 2022     |
| Las Vocales                          | Comedia                | 31 de agosto de 2022     |
| Presencias                           | Suspenso               | 7 de septiembre de 2022  |
| El vestido de la novia               | Horror                 | 12 de octubre de 2022    |
| Atrapadas en familia                 | Comedia romántica      | 18 de octubre de 2022    |
| Mexzombies                           | Comedia de terror      | 26 de octubre de 2022    |
| Amores permitidos                    | Comedia romántica      | 23 de noviembre de 2022  |
| No abras la puerta                   | Horror                 | 30 de noviembre de 2022  |
| Huevitos congelados                  | Familiar               | 14 de diciembre de 2022  |
| Juntos pero no revueltos             | Comedia                | 11 de enero de 2023      |
| Atrapadas en familia                 | Comedia                | 1 de febrero de 2023     |
| Malcriados                           | Comedia romántica      | 15 de febrero de 2023    |
| Mi maestra se comió a mi amigo       | Comedia de terror      | 29 de marzo de 2023      |
| María: La diva eterna                | Documental             | 6 de abril de 2023       |
| Quiero tu vida                       | Fantasía romántica     | 3 de mayo de 2023        |
| Bendita suegra                       | Comedia                | 10 de mayo de 2023       |
| La leyenda de los Chaneques          | Familiar               | 14 de julio de 2023      |
| Oaxaca, una promesa hecha pueblo     | Documental             | 29 de julio de 2023      |
| Me vuelves loca                      | Drama                  | 7 de septiembre de 2023  |
| ¿Quieres ser mi hijo?                | Comedia dramática      | 21 de septiembre de 2023 |
| El sabor de la Navidad               | Drama                  | 16 de noviembre de 2023  |
| Por Siempre RBD                      | Película de concierto  | 25 de diciembre de 2023  |
| La familia del barrio: La película   | Animación para adultos | 28 de junio del 2024     |

#### Películas exclusivas para distribución internacional
Estas películas, aunque Vix los catalogue como «Vix Original», son películas que se han estrenado en diferentes países, por lo que, Vix ha adquirido los derechos de distribución exclusivos para lanzarlos en otros países diferentes. Pueden estar disponibles en Vix en su territorio de origen y en otros mercados en los que Vix no tiene la licencia de distribución, sin la marca «Vix Original».
| Título                                            | Género            | Primera proyección       | Región original | Regiones exclusivas de Vix                    |
| ------------------------------------------------- | ----------------- | ------------------------ | --------------- | --------------------------------------------- |
| Los días que no estuve                            | Drama             | 15 de julio de 2021      | México          | Estados Unidos                                |
| La hija                                           | Suspenso          | 13 de septiembre de 2021 | España          | Todos los territorios                         |
| Maixabel                                          | Drama             | 18 de septiembre de 2021 | España          | Todos los territorios                         |
| El lodo                                           | Suspenso          | 15 de octubre de 2021    | España          | Todos los territorios                         |
| Los minutos negros                                | Suspenso          | 28 de octubre de 2022    | México          | Todos los territorios, excepto Estados Unidos |
| Érase una vez en Euskadi                          | Drama             | 29 de octubre de 2021    | España          | Todos los territorios                         |
| Operación Feliz Navidad: La estafa de los duendes | Comedia           | 24 de diciembre de 2021  | México          | Estados Unidos[cita requerida]                |
| Llenos de gracia                                  | Comedia familiar  | 27 de marzo de 2022      | España          | Todos los territorios                         |
| El juego de las llaves                            | Comedia           | 13 de abril de 2022      | España          | Estados Unidos                                |
| Sin ti no puedo                                   | Drama             | 21 de abril de 2022      | México          | Estados Unidos                                |
| En la mira                                        | Drama             | 28 de abril de 2022      | Argentina       | Estados Unidos[cita requerida]                |
| Un novio para mi mujer                            | Comedia dramática | 22 de julio de 2022      | España          | Todos los territorios                         |
| Por los pelos, Una historia de autoestima         | Comedia           | 12 de agosto de 2022     | España          | Todos los territorios[cita requerida]         |
| Un parcero en Nueva York                          | Comedia           | 19 de agosto de 2022     | Colombia        | Todos los territorios                         |
| El test                                           | Comedia           | 2 de septiembre de 2022  | España          | Todos los territorios[cita requerida]         |
| Modelo 77                                         | Suspenso          | 23 de septiembre de 2022 | España          | Todos los territorios                         |
| Dónde los pájaros van a morir                     | Comedia           | 24 de noviembre de 2022  | México          | Todos los territorios                         |
| Infelices para siempre                            | Comedia dramática | 26 de enero de 2023      | México          | Estados Unidos                                |
| Nada que ver                                      | Comedia           | 2 de marzo de 2023       | México          | Todos los territorios                         |
| La usurpadora, el musical                         | Drama musical     | 12 de abril de 2023      | México          | Todos los territorios                         |